# Erannis nervosa
Erannis nervosa är en fjärilsart som beskrevs av Barend J. Lempke 1970. Erannis nervosa ingår i släktet Erannis och familjen mätare. Inga underarter finns listade i Catalogue of Life.